# Orišje
Orišje is een plaats in de gemeente Bosiljevo in de Kroatische provincie Karlovac. De plaats telt 59 inwoners (2001).